# Oleg Moldovan
Pour les articles homonymes, voir Moldovan.
Oleg Moldovan, né le 27 octobre 1966 à Kichinev en Union soviétique (RSS moldave), est un tireur sportif moldave. Lors des Jeux olympiques d'été de 2000 se tenant à Sydney en Australie il a remporté une médaille d'argent au pistolet à 10 m cible mobile.

## Palmarès

### Jeux olympiques
- Médaillé d'argent en Pistolet à 10 m cible mobile aux Jeux olympiques d'été de 2000 à Sydney ( Australie)